# جانشینی (مجموعه تلویزیونی)
جانشینی (به انگلیسی: Succession) مجموعه تلویزیونی آمریکایی در ژانر کمدی درام و کمدی سیاه ساختهٔ جسی آرمسترانگ است که برای ۴ فصل از شبکه اچ‌بی‌او پخش شد. داستان این مجموعه دربارهٔ خانواده روی، است خانوادهٔ از هم پاشیده‌ای که مالک یک امپراتوری رسانه‌ای هستند و با توجه به وضعیت نامشخص سلامت پدر خانواده، لوگان روی، بر سر کنترل شرکت در کشمکش قرار دارند.
برایان کاکس نقش پدر خانواده لوگان روی را به تصویر می‌کشد. فرزندان او توسط آلن راک در نقش کانر، جرمی استرانگ در نقش کندال، کیران کالکین در نقش رومن و سارا اسنوک در نقش شیو ایفای نقش می‌کنند. دیگر بازیگران سریال عبارتند از متیو مک‌فادین در نقش تام وامبسگانز، شوهر شیو و مدیر اجرایی ویستار رویکو، نیکولاس براون در نقش گرگ هیرش، نوه برادر لوگان، هیام عباس در نقش مارسیا، همسر سوم لوگان و پیتر فریدمن در نقش فرانک ورنون، یکی از معتمدان قدیمی لوگان در این مجموعه ظاهر شدند.
سریال جانشینی به دلیل نویسندگی، بازیگری، طنز، موسیقی، کارگردانی، ارزش‌های تولید و بررسی موضوع مورد تحسین منتقدان جهانی قرار گرفت. بسیاری از منتقدان و نشریات این سریال را یکی از بهترین سریال‌های تلویزیونی تمام دوران معرفی کرده‌اند. جانشینی نامزد و برندهٔ جوایز مختلفی شده که از میان آن‌ها می‌توان به جایزه گلدن گلوب بهترین مجموعه تلویزیونی – درام و جایزه بهترین مجموعه تلویزیونی درام در سال‌های ۲۰۲۰، ۲۰۲۲ و ۲۰۲۴ و برندهٔ جایزه بهترین برنامه بین‌المللی بفتا، اشاره کرد. در زمینه بازیگری کاکس، استرانگ، کالکین، برنده جایزه گلدن گلوب بهترین بازیگر مرد – مجموعه تلویزیونی درام در سال‌های ۲۰۱۹، ۲۰۲۱ و ۲۰۲۳ شدند و مک‌فادین برای اجرای خود برنده جایزه گلدن گلوب بهترین بازیگر نقش مکمل مرد در سال ۲۰۲۳ و اسنوک برنده  جایزه گلدن گلوب بهترین بازیگر زن – مجموعه تلویزیونی درام شدند. همچنین آرمسترانگ برنده چهار جایزه امی برای بهترین نویسنده مجموعه تلویزیونی درام شد.

## بازیگران و شخصیت‌ها
- هیام عباس در نقش مارسیا روی: (فصل ۱-۲-۴) فصل ۳ حضور کوتاه) سومین و همسر فعلی لوگان. او که در بیروت به دنیا آمده و بزرگ شده است، اغلب با فرزندان بی‌اعتماد لوگان مخالف است. او یک پسر به نام امیر از ازدواج اول و یک دختر از رابطه قبلی‌اش دارد.
- نیکولاس براون در نقش گرگ هیرش: نوه گیج و در عین حال فرصت طلب برادر لوگان، ایوان، گرگ با زمین‌های ناهمواری که برای به دست آوردن لوگان باید طی کند، آشنا نیست، و در جستجوی مکانی در ویستار و خانواده، خود را به تام وامبسگانز واگذار می‌کند.
- برایان کاکس در نقش لوگان روی: میلیاردر متولد داندی، قبل از تأسیس شرکت رسانه‌ای و سرگرمی ویستار رویکو، در فقر به دنیا آمد. او یک رهبر گستاخ است که تمرکز اصلی او بر شرکت اوست، نه چهار فرزندش: کانر از ازدواج اولش و کندال، رومن و شیو از ازدواج دومش. او با مارسیا، همسر سومش ازدواج کرده است.
- کیرن کالکین در نقش رومن روی: برادر ناتنی کانر و فرزند وسط ازدواج دوم لوگان. رومن نابالغ است، مسئولیت‌ها را جدی نمی‌گیرد و اغلب خود را فاقد عقل سلیمی می‌بیند که پدرش از او می‌خواهد. او اغلب با برادر بزرگترش کندال و گاهی خواهرش شیو، که اغلب برای قدرت و توجه پدرشان رقابت می‌کنند، اختلاف دارد.
- پیتر فریدمن در نقش فرانک ورنون: مدیر ارشد اجرایی و بعداً نایب رئیس ویستار رویکو و معتمد قدیمی لوگان. فرانک یکی از اعضای گارد قدیمی لوگان است، که کندال اغلب به او تکیه می‌کند. او مربی و پدرخوانده کندال است و رومن از او خوشش نمیاد.
- ناتالی گلد در نقش راوا روی (فصل ۱؛ فصل ۳ و ۴ حضور کوتاه) همسر سابق کندال و مادر دو فرزندش.
- متیو مک فادین در نقش تام وامبسگانز: نامزد شیو و سپس شوهرش. تام یک مدیر اجرایی در ویستار، است که از رئیس پارک تفریحی و بخش کروز به مدیریت اتی‌ان، رسانه خبری جهانی این شرکت ارتقا یافته است. او از نزدیکی خود به قدرت خانواده روی لذت می‌برد، اما اغلب توسط حلقه درونی خانواده اخراج می‌شود. او خود را با کسانی که از او قدرتمندتر هستند خوشحال می‌کند، اما زیردستان بدبخت خود گرگ را عذاب می‌دهد.
- آلن راک در نقش کانر روی: تنها فرزند از ازدواج اول لوگان است. او که عمدتاً از امور شرکتی حذف شده است، بیشتر امور مربوط به شرکت را به خواهر و برادر خود می‌سپارد و با دوست دخترش ویلا، در مزرعه ای در نیومکزیکو اقامت می‌کند. کانر مانند خواهر و برادر ناتنی خود بهترین خاطرات دوران کودکی خود را ندارد، زیرا او اشاره کرد که در کودکی سه سال را بدون دیدن لوگان سپری کرده است.
- سارا اسنوک در نقش شیوبان «شیو» روی: کوچک‌ترین فرزند و تنها دختر لوگان. او که یک تثبیت کننده سیاسی با گرایش چپ بود، مدتی برای کاندیدای ریاست جمهوری، گیل ایویس، که دیدگاه‌های سیاسی او با ویستار در تضاد است، کار کرد. او در نهایت سیاست را ترک می‌کند تا روی ساختن آینده در ویستار تمرکز کند. او با تام نامزد می‌کند و سپس با او ازدواج می‌کند، اما رابطه آنها با خیانت شیو تضعیف می‌شود.
- جرمی استرانگ در نقش کندال روی: برادر ناتنی و کوچکتر کانر و فرزند ارشد از ازدواج دوم لوگان. کندال به عنوان وارث ظاهری لوگان، پس از شکست در معاملات بزرگ و مبارزه با سوء مصرف مواد، تلاش می‌کند تا ارزش خود را به پدرش ثابت کند. او برای حفظ رابطه با خواهر و برادرش و همچنین همسر سابقش راوا و فرزندانشان تلاش می‌کند.
- راب یانگ در نقش لارنس یی: (فصل ۱ و ۲) بنیانگذار وب سایت رسانه‌ای والتر، که توسط ویستار رویکو خریداری شده است.
- داگمارا دومینچیک در نقش کارولینا نووتنی: (فصل ۲ و ۴؛ فصل ۱ حضور کوتاه) رئیس روابط عمومی ویستار رویکو و یکی از اعضای تیم حقوقی این شرکت.
- آرین موید در نقش استوی حسینی: (فصل ۲ و ۴؛ فصل ۱ و ۳ حضور کوتاه) دوست کندال از مدرسه باکلی و هاروارد که اکنون یک سرمایه‌گذار سهام خصوصی با کرسی در هیئت مدیره ویستار رویکو است.
- جین اسمیت-کمرون در نقش جری کلمن: (فصل ۲ و ۴؛ فصل ۱ حضور کوتاه) مشاور کلی ویستار رویکو است.
- جاستین لوپ در نقش ویلا فریرا: (فصل ۳ و ۴؛ فصل ۱ و ۲ حضور کوتاه) دوست دختر کانر و سپس همسرش، او یک دختر تلفنی سابق و یک نمایشنامه‌نویس مشتاق است.

## قسمت‌ها
| فصل | قسمت‌ها | قسمت‌ها | تاریخ اصلی روی آنتن رفتن | تاریخ اصلی روی آنتن رفتن | میانگین بیننده (به میلیون) |
| فصل | قسمت‌ها | قسمت‌ها | اولین بار                | آخرین بار                | میانگین بیننده (به میلیون) |
| --- | ------ | ------ | ------------------------ | ------------------------ | -------------------------- |
| ۱   | ۱۰     | ۱۰     | ۳ ژوئن ۲۰۱۸              | ۵ اوت ۲۰۱۸               | ۰٫۶۰۳                      |
| ۲   | ۱۰     | ۱۰     | ۱۱ اوت ۲۰۱۹              | ۱۳ اکتبر ۲۰۱۹            | ۰٫۵۹۷                      |
| ۳   | ۹      | ۹      | ۱۷ اکتبر ۲۰۲۱            | ۱۲ دسامبر ۲۰۲۱           | ۰٫۵۵۳                      |
| ۴   | ۱۰     | ۱۰     | ۲۶ مارس ۲۰۲۳             | ۲۸ مه ۲۰۲۳               | ۰٫۷۰۵                      |